# Sedlo, Kobarid
Sedlo este o localitate din comuna Kobarid, Slovenia, cu o populație de 84 de locuitori.